# Roy Thomas Baker
Roy Thomas Baker (London, 1946. november 10. – 2025. április 12.) angol zenei producer. 

## Pályafutása
Az 1970-es évek népszerű rockalbumainak elkészítésében segédkezett. Leghíresebb együttműködése a Queen együttessel volt, első négy albumukat és a híres Bohemian Rhapsody dalukat is az ő producersége alatt vették fel. 
Ezenkívül számos jelentős előadóval együttműködött: Guns N’ Roses, The Who, David Bowie, The Rolling Stones, Yes, The Cars, Gasolin’ és Dusty Springfield.

## Zenei albumok
Albumok, melyeken Baker volt a producer:
- Gasolin': Gasolin' 3 (1973)
- Gasolin': "Gasolin' Stakkels Jim" (1974)
- Queen: Queen (1973)
- Queen: Queen II (1974)
- Queen: Sheer Heart Attack (1974)
- Queen: A Night at the Opera (1975)
- Jet (brit együttes): ugyanilyen című debütáló album (1975)
- Ian Hunter: All-American Alien Boy (1976)
- Dusty Springfield It Begins Again (1978)
- The Cars: The Cars (1978)
- Queen: Jazz (1978)
- The Cars: Candy-O (1979)
- The Cars: Panorama (1980)
- The Cars: Shake It Up (1981)
- Devo: Oh, No! It's Devo (1982)
- Cheap Trick: One on One (1982)
- T'Pau: Bridge of Spies (titled T'Pau in the USA) (1987)
- Dangerous Toys: Dangerous Toys  (1989)
- Slade: You Boyz Make Big Noize
- The Stranglers: 10 The Stranglers  (1989)
- Split Shift: Tension (2004)
- The Darkness: One Way Ticket to Hell… And Back (2005)
- The Smashing Pumpkins: Zeitgeist The Smashing Pumpkins  (2007)
- The Storm: "When the storm meets the ground" (2008)
- The Smashing Pumpkins: "American Gothic" (2008)